# Mésange des bouleaux
Lophophanes dichrous
Espèce
Statut de conservation UICN

 LC  : Préoccupation mineure
La Mésange des bouleaux (Lophophanes dichrous), parfois appelée mésange à couronne grisâtre ou mésange huppée d'Asie, est une espèce de passereau de la famille des paridés.

## Répartition
Son aire s'étend le long du flanc nord de l'Himalaya et le centre/sud de la Chine.